# Costin Lazăr
Costin Lazăr (Bucarest, 24 aprile 1981) è un ex calciatore rumeno, di ruolo difensore.

## Carriera

### Club
Costin Lazăr ha iniziato la sua carriera professionistica con lo Sportul Studențesc, squadra con cui ha giocato dal 1999 al 2006, totalizzando 156 presenze e 11 reti.
Nel 2006 si è trasferito al Rapid Bucarest, dove ha trascorso cinque stagioni, giocando 126 partite e segnando 9 gol.
Nel 2011 si è trasferito in Grecia al PAOK Salonicco, dove è rimasto fino al 2014 collezionando 80 presenze e 5 reti.
Nel 2015 ha giocato con l'Panaitōlikos per una stagione, prima di passare all'Īraklīs, dove ha giocato sei partite.
Nel 2016 ha fatto ritorno in Romania, giocando per il FC Voluntari fino al 2019, accumulando 29 presenze.
Nel 2019 ha concluso la sua carriera al Mostiștea Ulmu, dove ha giocato nell'ultima parte della sua carriera.

### Nazionale
Costin Lazăr ha fatto parte della Nazionale rumena dal 2005 al 2014. Ha collezionato 32 presenze e segnato 2 gol.

## Palmarès

### Competizioni nazionali
- Coppa di Romania: 2

Rapid Bucarest: 2006-2007
Voluntari: 2016-2017
- Supercoppa di Romania: 2

Rapid Bucarest: 2007
Voluntari: 2017